# Bruno Fernandes (ur. 1978)
Bruno João Nandinga Borges Fernandes (ur. 6 listopada 1978 w Lizbonie) – gwinejsko-portugalski piłkarz grający na pozycji obrońcy. Zakończył karierę sportową w 2015 roku w walijskim klubie Cefn Druids A.F.C.

## Kariera klubowa
Treningi piłki nożnej rozpoczął w portugalskim klubie UD Vilafranquense jako jedenastolatek. Swoje umiejętności rozwijał następnie w Quimigal do Barreiro i CF Os Belenenses. W wieku 19 lat podpisał pierwszy zawodowy kontrakt z AC Malveira. W 1998 r. przeniósł się do Amora FC. Sezon później grał już ponownie w lizbońskim Belenenses. W pierwszym sezonie gry dla tego zespołu został wypożyczony do GD Alcochetense. W 2003 r. powrócił do klubu Amora FC, by następnie przejść na krótko do CD Aves. Od 2005 r. grał dla bułgarskiego Beroe Stara Zagora, a w następnym roku powrócił do swojego poprzedniego zespołu. W latach 2008–2010 grał w rumuńskiej drużynie Unirea Urziceni, wraz z którą zdobył tytuł mistrza Rumunii w sezonie 2008/2009. Następnie był zawodnikiem kolejno FCM Tîrgu Mureș i cypryjskiego Alki Larnaka. Ostatnie lata swojej piłkarskiej kariery spędził na Wyspach Brytyjskich, w angielskich klubach Droylsden F.C. i Workington A.F.C., a następnie w walijskim Cefn Druids A.F.C., gdzie zakończył karierę.

## Kariera reprezentacyjna
17 października 2007 zadebiutował w reprezentacji Gwinei Bissau w meczu eliminacyjnym do Mistrzostw Świata 2010 przeciwko Sierra Leone. W reprezentacji zagrał jeszcze dwunastokrotnie, ostatnio w czerwcu 2012 r. przeciwko Kamerunowi.

## Sukcesy
- Unirea Urziceni
  - Mistrzostwo Liga I: 2008/2009[3]